# Buchenroedera amajubica
Buchenroedera amajubica là một loài thực vật có hoa trong họ Đậu. Loài này được Burtt Davy mô tả khoa học đầu tiên.